# Первобытное зло
«Первобытное зло» (англ. Primeval) — приключенческий боевик ужасов, вышедший 12 января 2007 года. Фильм был вдохновлён реальной историей гигантского крокодила-людоеда Густава, весом в 1 тонну, и 6 метров в длину из Бурунди.

## Сюжет
Фильм начинается с того, как судебный антрополог в африканском буше находит массовое захоронение людей, которые погибли, по её словам, от огнестрельных ранений. Женщина и командир отряда войск ООН отходят от братской могилы, чтобы проверить другую. Она начинает рыть  её лопатой, в этот момент из под земли вылезает огромное существо и утаскивает её в воду. Солдаты открывают огонь, однако существо скрывается на глубине.
В Нью-Йоркской редакции новостей Тим (Доминик Перселл) говорит по телефону, глядя в телевизор, чтобы увидеть, упоминается ли его имя в связи с его репортажем, вышедшим в эфир, однако основывающемся на сфальсифицированных данных. Его оператор и друг Стивен говорит, что может быть, их босс Роджер не видел репортажа и не знает о произошедшем. Тим встречает Роджера, который ставит условием продолжения контракта поездку в Африку вместе с Авивой. Она – женщина-журналист, рассказывающая истории про животных – заинтересована в истории Густава, огромного крокодила, про которого известно, что он погубил сотни людей. Тим соглашается лететь, беря с собой Стивена.
На аэродроме в Бурунди они встретили Гарри, который предупреждает их об опасностях буша, в том числе, о военачальнике, который называет себя «Маленький Густав», но не задерживает их отъезд на лодке в дикую природу. На лодке их сопровождают вооруженные до зубов охранники, которые отбили нападение на лодку с берега. Когда участники добираются до деревни, они знакомятся с Иаковом и получают благословение местного шамана. Приветливые жители собирают стальную клетку, чтобы поймать Густава в близлежащем болоте. Первая попытка захвата Густава не удается, но Мэтту удается «пометить» его радио-маячком. Стивен, при съемках живописных видов, ловит в кадр Маленького Густава, который убивает шамана вместе со всей семьей.
Юноша Джо-Джо из деревни, который помогал собрать клетку, пытается захватить Густава и использует себя в качестве приманки, в надежде, что если он захватит Густава, группа пригласит его в Америку. Один из охранников нападает на Авиву, в этот момент появляется Густав и убивает его. Это начало длинной череды кровавых событий, в которых крокодил-людоед не выглядит самым страшным существом…

## В ролях
| Актёр           | Роль           |
| --------------- | -------------- |
| Доминик Перселл | Тим Манфри     |
| Брук Лэнгтон    | Авива Мастерс  |
| Орландо Джонс   | Стивен Джонсон |
| Юрген Прохнов   | Иаков Крейг    |
| Гидеон Эмери    | Мэтью Коллинз  |
| Габриэль Малема | Джо-Джо        |

## Показ
Премьера фильма состоялась 12 января 2007 года. 

### Выход на видео
12 июня 2007 года фильма вышел DVD и Blu-ray.